# 安田講堂

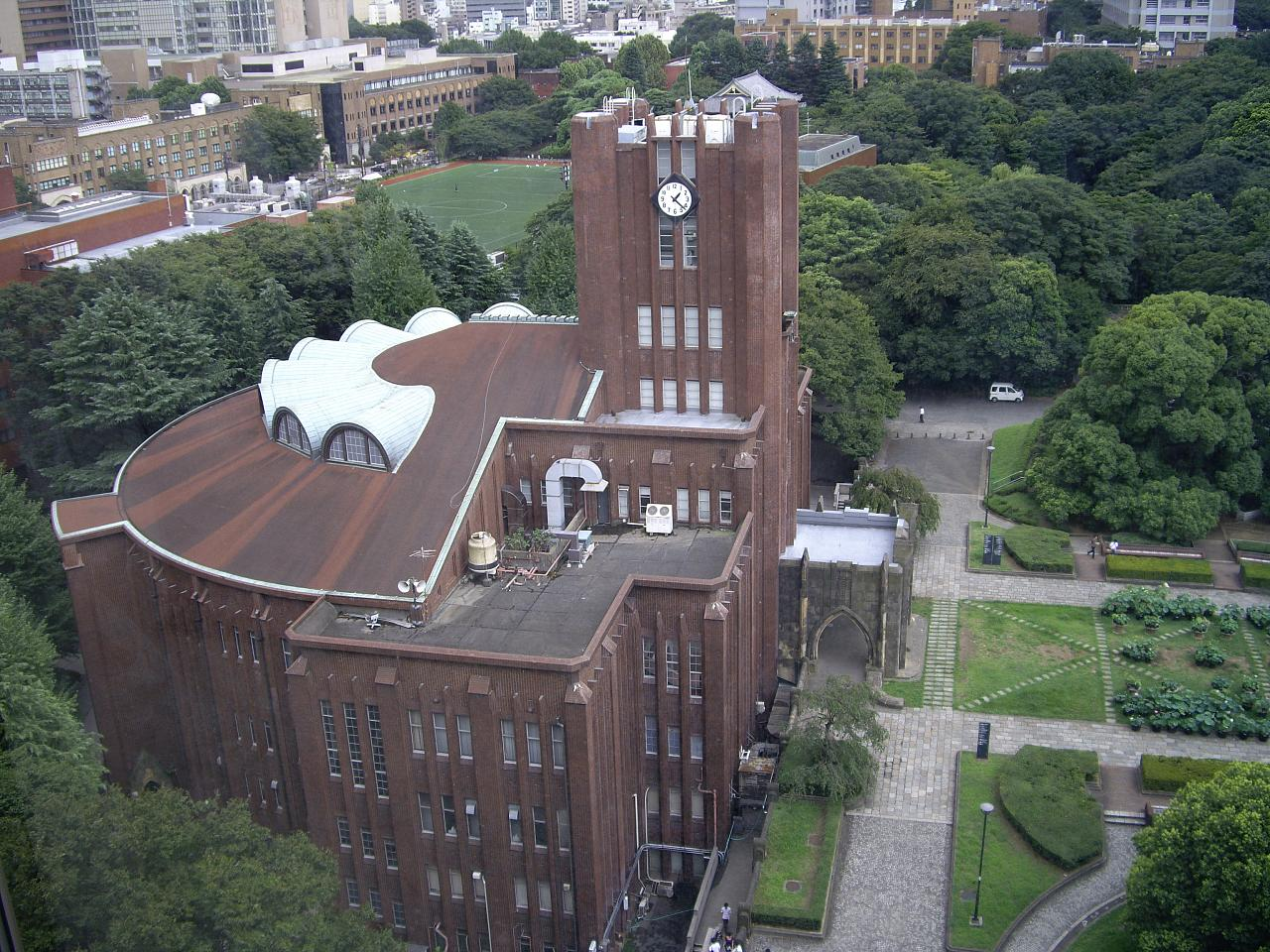
安田講堂側面

安田講堂（日语：／ Yasuda-kōdō */?），位於日本東京都文京區的東京大學本鄉總校區，正式名稱為東京大學大講堂，做為多功能廳之用，共有1144個座位（3階席・728個座位 / 4階席・416個座位），是該校的地標之一。

## 歷史

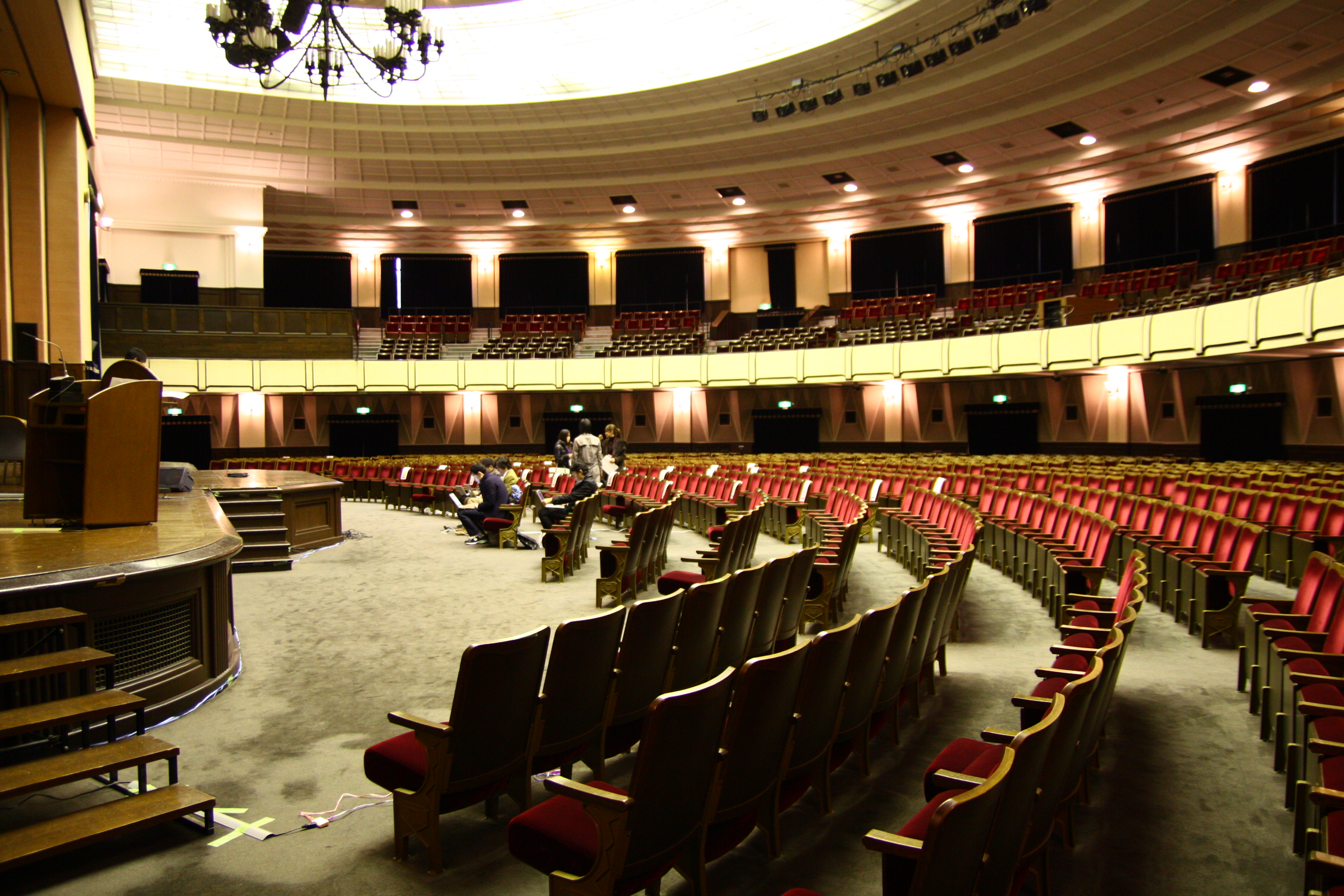
安田講堂內部

安田講堂為安田財團的創辦人安田善次郎所捐贈建設，由建築師內田祥三與弟子岸田日出刀來設計，於1921年（大正10年）動工，關東大地震時中斷建設，後來於1922年12月再度進行施工，最終在1925年（大正14年）7月6日正式完工。
在1968年，東京大學學生（醫學部的全體鬥爭委員會）發動學生運動時曾佔領安田講堂長達半年。1969年1月19日，警視廳警備部機動隊強行解除學生的封鎖，這次事件後來被稱為東大安田講堂事件。事件結束後，安田講堂長期荒廢，直到1988年至1994年修復完成後才再度啟用。
安田講堂於1996年12月20日被日本政府列入登錄有形文化財當中。

## 外部連結
- 本郷キャンパス大講堂（安田講堂）（页面存档备份，存于） - アクセスマップ
- 東京大学大講堂・安田記念講堂 - 東京の建築遺産50選：社団法人東京建築士会